# Parc Nacional de Mesa Verde
El Parc Nacional de Mesa Verde és un parc nacional dels Estats Units d'Amèrica, declarat Patrimoni de la Humanitat per la UNESCO el 1978. Està situat al comtat de Montezuma, al sud-oest de Colorado. El parc ocupa 211 quilòmetres quadrats i conté nombroses ruïnes d'habitacions i llogarets construïts pel poble anasazi. Hi destaquen les construccions realitzades en coves i sota sortints dels penya-segats; entre aquestes Cliff Palace.
Aquests poblats de pedra, grans i ben construïts, són el resultat d'una llarga ocupació durant la qual es van anar agregant habitacions i magatzems de manera aparentment aleatòria.

## Geografia

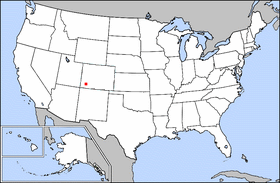
Situació del Parc Nacional de Mesa Verde

El parc està situat a una altitud de 1.860 i 2.560 metres. S'estén 21,2 quilòmetres de nord a sud i 19,2 d'est a oest. El terreny està dominat per serres i valls en direcció nord-sud. Moltes de les serres culminen en una cresta prop de l'extrem nord del parc.

## Geologia
Tot i que els primers exploradors espanyols de la zona la van anomenar la Mesa Verde, el terme és un nom inadequat, ja que les veritables taules són gairebé perfectament planes. Com que Mesa Verde està inclinada cap al sud, el terme geològic adequat és cuesta, no mesa. El parc està format per diverses cuestas més petites situades entre canyons. La inclinació de Mesa Verde va contribuir a la formació de les alcoves que han conservat els habitatges dels penya-segats de la zona.
A finals del Cretaci, el Mancos Shale es va dipositar a la part superior de la pedra arenisca de Dakota, que és la formació rocosa que es pot trobar sota gran part de Colorado. Els llits de l'esquist de Mancos són "gresos de gra fi, fangs i esquists" que s'acumulen a les aigües profundes del mar Cretaci. Té un alt contingut d'argila que fa que s'expandeixi quan està mullat provocant el lliscament del terreny. Al damunt d'aquest esquist, hi ha tres formacions al grup de Mesa Verde que reflecteixen els canvis en l'entorn deposicional de la zona al llarg del temps. El primer és el Point Lookout Sandstone, que rep el nom de la característica Point Lookout del parc (elevació 8427 peus). Aquesta pedra sorrenca, que es va formar a l'entorn marí d'aigües poc profundes quan el mar Cretaci s'anava retirant, és "massiva, de gra fi, de llit creuat i molt resistent", en les seves capes reflectint onades i corrents presents durant l'època de la seva formació. Els seus sediments tenen un gruix aproximat de 400 peus i les seves capes superiors presenten invertebrats fossilífers.

## Història

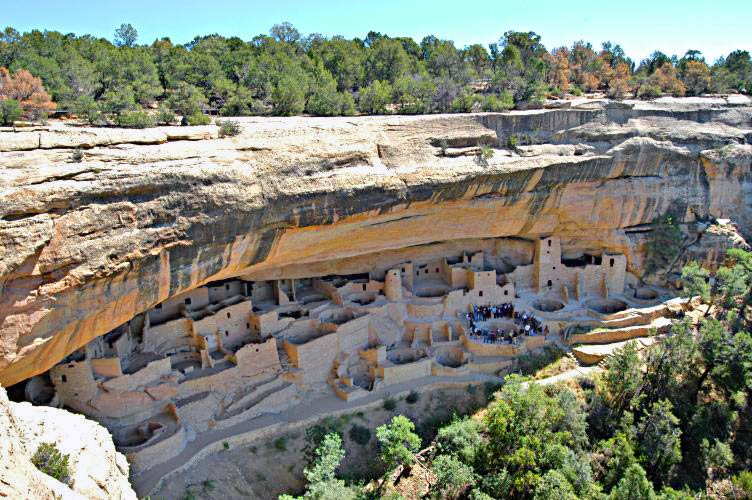
Cliff Palace

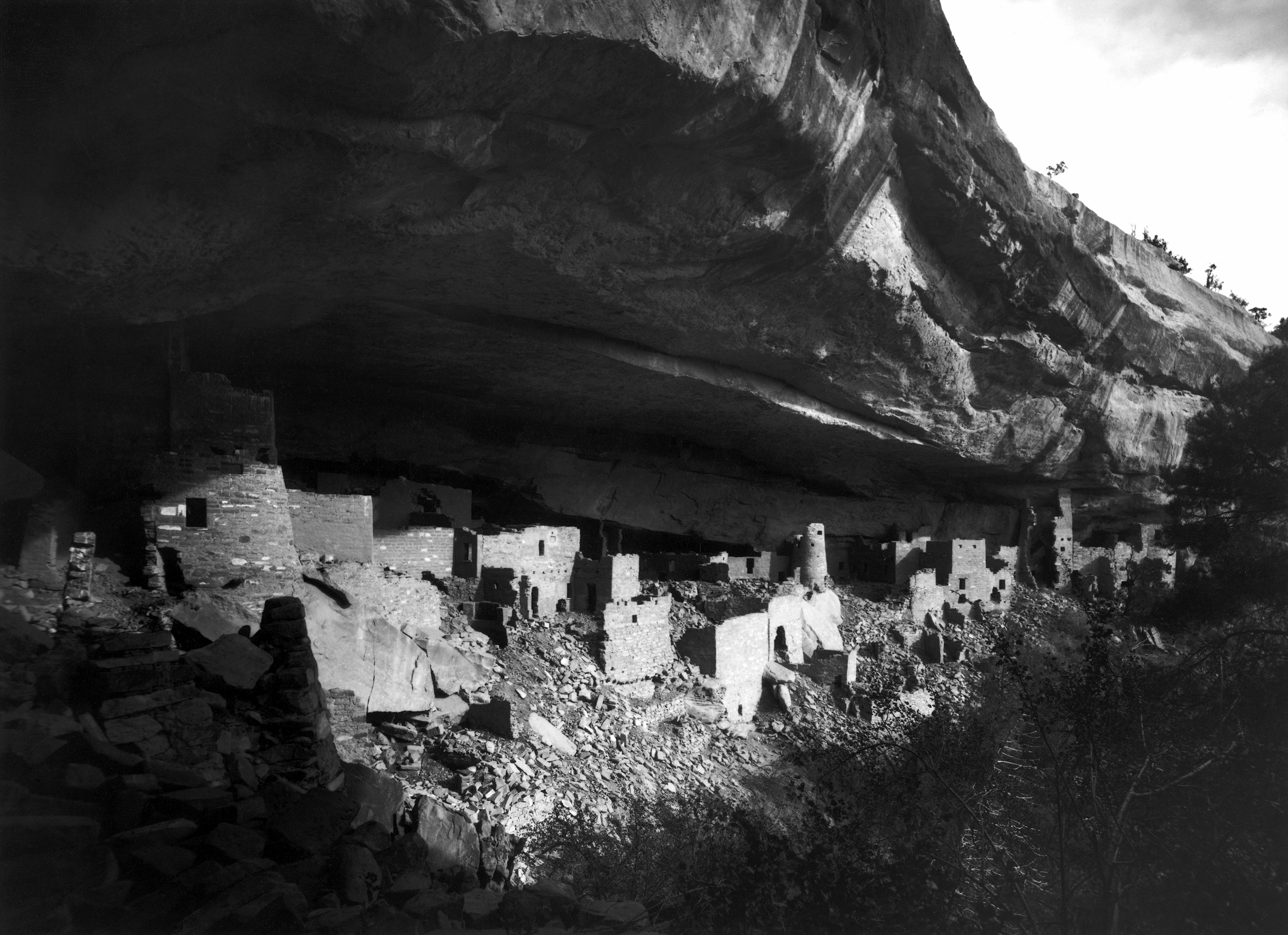
Cliff Palace el 1891, foto de Gustaf Nordenskiöld

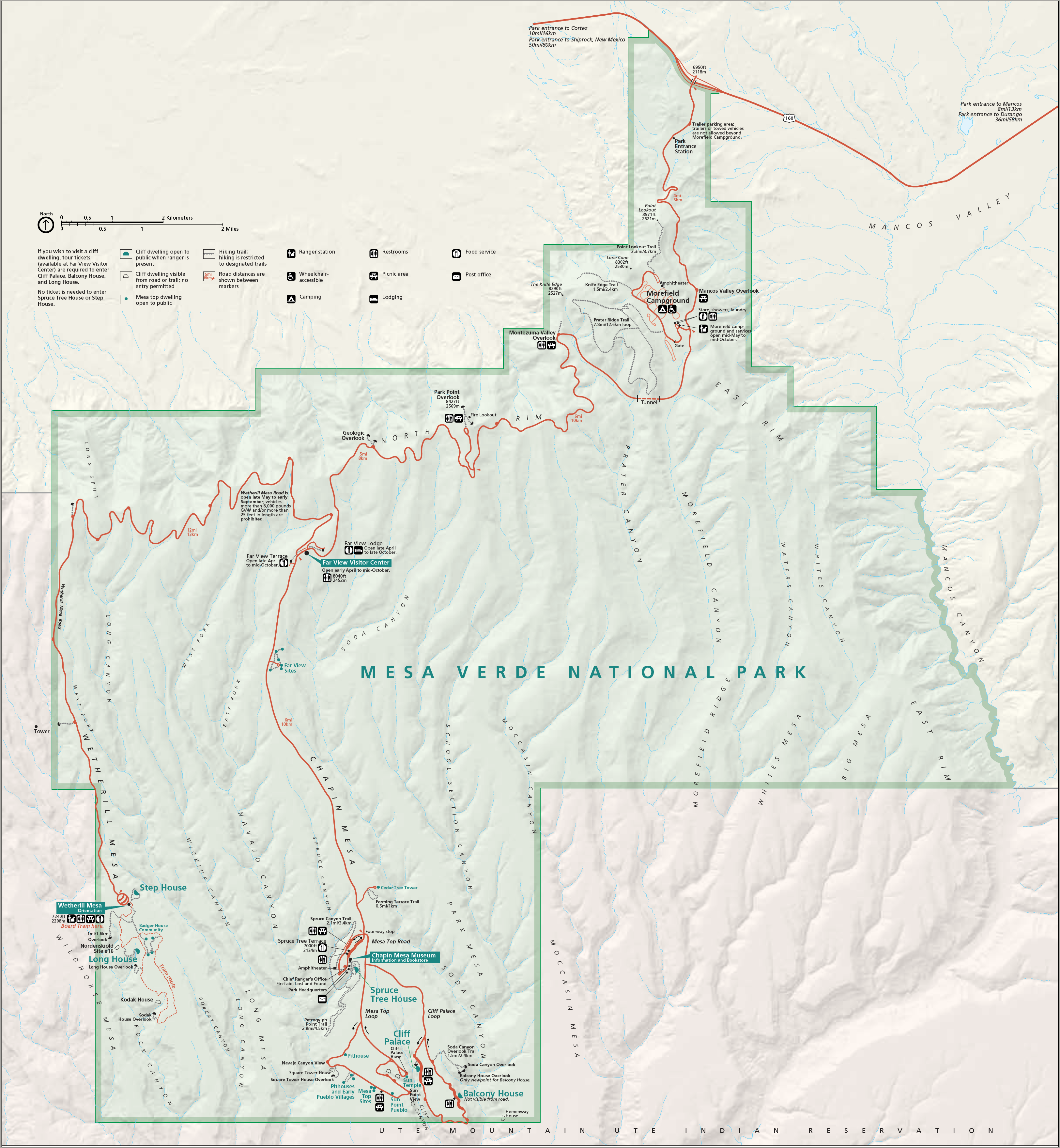
Mapa del Parc Nacional de Mesa Verde

El lloc va estar habitat des del segle vi pels indis anasazi, que van construir els poblats primer als cims dels altiplans i més tard, a partir del segle xii en coves a les parets dels congosts, fins que va ser abandonat sobtadament cap al 1275 per raons desconegudes.
Els primers europeus que van arribar a la regió de Mesa Verde van ser els exploradors espanyols, que cercaven una ruta de Santa Fe a Califòrnia, en les dècades de 1760 i 1770. Van batejar la regió amb el nom de Mesa Verde, a causa dels elevats altiplans coberts de boscos de ginebres i pins.
Cal recordar les exploracions de Juan María Antonio Rivera el 1765 i l'Expedició de Domínguez i Escalante el 1776.
No va ser fins al 1873, amb les observacions d'un prospector anomenat John Moss, quan es va fer pública l'existència dels poblats de pedra. L'any següent, el prospector va guiar el fotògraf William Henry Jackson pel congost de Mancos, a la base de Mesa Verde, des d'on va poder fotografiar un dels poblats. El 1875, el geòleg William H. Holmes va recórrer la ruta de Jackson. Els informes de Jackson i Holmes van ser inclosos en l'informe de l'Hayden Survey, el 1876, una de les quatre expedicions d'exploració de l'oest americà finançades pel govern federal que, juntament amb altres publicacions, van conduir a propostes per a l'exploració sistemàtica de les restes arqueològiques del sud-oest, encara que durant alguns anys no van tenir conseqüències pràctiques.
Mentrestant, la vall del riu Mancos va començar a ser ocupada per ranxers, i va començar l'espoli de les restes arqueològiques. Richard Wetherill, ranxer i arqueòleg aficionat, va ser el primer guia turístic de la regió.
Altres visitants il·lustres en van ser la reportera Virginia McClurg, els esforços continuats de la qual durant anys van dur a la constitució del parc nacional; el fotògraf i escriptor Frederick H. Chapin, que el 1892 va publicar The Land of the Cliff-Dwellers, el primer llibre il·lustrat en el qual s'oferia una descripció extensiva del lloc; i el geòleg suec Gustaf Nordenskiöld, que el 1891 va ser el primer a estudiar científicament les ruïnes.
A la fi del segle xix, era palès que Mesa Verde necessitava protecció davant el vandalisme continuat. Finalment, el 29 de juny del 1906, va ser establert el Parc Nacional Mesa Verde.
En l'estiu del 2002, el parc va patir incendis forestals i va haver de ser tancat en part. Encara que tota l'extensió del parc s'ha tornat a obrir, encara són visibles els danys patits.

### Serveis
L'entrada del parc se situa a quinze quilòmetres a l'est de Cortez a l'estat de Colorado. El centre de visitants es troba a 24 quilòmetres de l'entrada, i la zona més popular, Mesa Chapin, a 10 quilòmetres del centre de visitants.
El Museu Arqueològic de Mesa Chapin informa sobre la civilització dels anasazi i exposa peces arqueològiques.
Tres dels poblats de Mesa Chapin estan oberts al públic:
- Spruce Tree House obri tot l'any, excepte en maltempsada.[23]

- Balcony House[24] i Cliff Palace[25] tanquen a l'hivern; només es poden recórrer en visites guiades.

A 19,2 quilòmetres al sud-oest del centre de visitants, per una carretera de muntanya, s'arriba a Taula Wetherill, on es troben Long House i Step House. Molts altres poblats són visibles des de la carretera, però no estan oberts al públic. A més dels poblats als penya-segats, també hi ha ruïnes al cim dels altiplans. Entre les obertes al públic, es troben Far View Complex, Cedar Tree Tower i el Temple del Sol (Sun Temple), a Mesa Chapin, i Badger House Community a Wetherill Mesa.
El parc també té senders senyalitzats, una zona d'acampada, gasolinera, restaurants i allotjaments, encara que aquests estan tancats a l'hivern.